# رندة أيوبي
رندة أيوبي هي سيدة أعمال أردنية والمؤسس والرئيس التنفيذي لشركة روبيكون العالمية في عمان، الأردن، بدأت مسيرتها المهنية في سن المراهقة وبالتحديد في الإذاعة القطرية. تشغل منصب رئيس معهد البحر الأحمر للفنون السينمائية، وتعمل أيضاً في اللجنة الملكية لإصلاح التعليم في الأردن، وعلى مجلس أمناء متحف الأطفال في عمان، وعضو مؤسس للمنتدى العالمي للمرأة.
حازت أيوبي على العديد من الجوائز، من قبل جمعية رواد الأعمال الشباب في الأردن، وجائزة صاحبة المشروع الإقليمي من خلال الأعمال العربية في عام 2004، وتم اختيارها في المرتبة الحادية عشر في قائمة أكثر النساء نفوذاً في الشرق الأوسط، وفي 2010 مُنحت لقب «سيدة الأعمال لهذا العام» في حفل جوائز مجلة CEOالشرق الأوسط.